# Einar Skagerberg
Jonas Abraham Einar Skagerberg född 16 november 1876 i Åmots bruk, död 19 april 1969 i Växjö , var en svensk organist, musiklärare och kompositör.
Skagerberg var organist i Söderhamn 1899-1914 och i Falu Kristine kyrka 1914-1923. Från 1923 till 1938 var han lärare i musik och sång vid Växjö folkskoleseminarium. 
Bland Skagerbergs verk kan nämnas orkesterverk (däribland 2 symfonier), verk för kör, piano och orgel